# Montana barretii
Montana barretii är en insektsart som först beskrevs av Burr 1912.  Montana barretii ingår i släktet Montana och familjen vårtbitare. Inga underarter finns listade i Catalogue of Life.